# James Harrison (football américain)
Pour les articles homonymes, voir James Harrison.
(en) Statistiques sur pro-football-reference
James Harrison, Jr., né le 4 mai 1978 à Akron (Ohio) est un joueur américain de football américain évoluant au poste de linebacker.
Étudiant à l'Université d'État de Kent, il a joué pour les Golden Flashes de Kent State. Il n'a pas été drafté en 2002 mais a quand même intégré la NFL via les Steelers de Pittsburgh. Après une saison à Pittsburgh et une autre avec les Rhein Fire, il fait la pré-saison 2004 avec les Ravens de Baltimore avant de revenir finalement à Pittsburgh où il effectuera la plus grande partie de sa carrière. Il passe néanmoins une saison aux Bengals de Cincinnati avant de prendre une pré-retraite. Le 1er mars 2017,il signe un nouveau contrat avec les Steelers mais est remercié le 23 décembre. Le 26 décembre 2017, il signe de suite un contrat avec les Patriots de la Nouvelle-Angleterre.
Il a remporté les Super Bowls XL et XLIII.
Lors de ce dernier match, il retourne une interception de plus de 100 yards pour un touchdown en fin de la première mi-temps. C'était à cette époque le plus long jeu de l'histoire du Super Bowl.

## Sa jeunesse
Né à Akron dans l'Ohio, Harrison était le cadet des 14 enfants de Mildred et de James Sr. (un conducteur de camion chimique). Il grandit à Akron et y joue au baseball dans une petite ligue à Scranton. Il est même sélectionné dans l'équipe-type de cette ligue en 1991. Son équipe NFL préférée était les Browns de Cleveland qui jouait à seulement 40 miles de sa maison. Dans un premier temps, sa mère ne voulait pas qu'il joue au football américain mais celle-ci sera finalement convaincue par David Walker, le meilleur ami d'Harrison. Dès qu'il commence à jouer, il excelle au poste de linebacker. Lors de son année rookie, il est scolarisé dans deux lycées, le Lycée Archbishop Hoban et le Lycée Coventry. Il était un des premiers Afro-Américains à jouer au football à Coventry. Il y obtient un diplôme en 1998.
Ses qualités de footballeur étaient grandes, mais son manque de maturité fut néanmoins un problème. Il n'avait franchement pas préparé ses tests d'entrée à l'université et était devenu un élément perturbateur au sein de son équipe de football. Au début de son année senior, il est suspendu par ses dirigeants pour deux matchs après avoir défié un assistant de l'entraîneur. Après cette suspension, il est de nouveau suspendu pour un match pour des gestes obscènes adressés envers les supporter sous prétexte que ceux-ci hurlaient des insultes à caractère racial. Harrison a ensuite eu des démêlés avec la justice. Il s'était en effet présenté dans les vestiaires avec une arme à air comprimé et avait tiré sur l'entraîneur défensif. Il plaida néanmoins coupable et pu retourner à l'école pour finir sa terminale. C'est en grosse partie à cause de ces problèmes, que les programmes universitaires de football tels qu'Ohio State, Notre-Dame ou Nebraska se sont désintéressés de lui.

## Carrière universitaire
Harrison a joué pour l'équipe de football des Golden Flashes de Kent State de l'Université d'État de Kent dans l'Ohio.
| Année                                    | Équipe                                   | Statut                                   | MJ |       | Plaquages | Plaquages | Plaquages | Plaquages |       | Interceptions | Interceptions | Interceptions | Interceptions |  | Fumbles | Fumbles |
| Année                                    | Équipe                                   | Statut                                   | MJ | Total | Seul      | Ast.      | Sacks     | Nb.       | Yards | Déf.          | TD            | Nb.           | Rec.          |  |         |         |
| 1999                                     | Golden Flashes de Kent State             | So                                       | 3  | 67    | 42        | 25        | ?         | 0         | 0     | 0             | 0             | 0             | 0             |  |         |         |
| 2000                                     | Golden Flashes de Kent State             | Jr                                       | 11 | 65    | 41        | 106       | ?         | 1         | 12    | 12            | 0             | 3             | 2             |  |         |         |
| 2001                                     | Golden Flashes de Kent State             | Sr                                       | 10 | ?     | ?         | 98        | 15        | 3         | 54    | 18            | 0             | ?             | ?             |  |         |         |
| Totaux NCAA/Golden Flashes de Kent State | Totaux NCAA/Golden Flashes de Kent State | Totaux NCAA/Golden Flashes de Kent State | 24 | 107   | 66        | 271       | 15        | 4         | 66    | 16,5          | 0             | 3             | 2             |  |         |         |

## Carrière professionnelle

### Saison 2002 (Pittsburgh Steelers)
Il se présente à la Draft de la NFL 2002 mais n'est pas recruté, probablement d'une part à cause de sa taille (1,83 m) estimée trop petite pour le poste de linebacker et d'autre part à cause de son poids (110 kg) estimé trop léger pour un poste en ligne défensive. Certaines franchise l'invitent néanmoins aux camps d'entrainement
Finalement, les Steelers signent Harrison comme Rookie non drafté pour la saison 2002, faisant de lui le premier joueur de Kent State à jouer comme linebacker depuis le Hall of Famer, Jack Lambert. Il y va passer ses deux premières saisons au sein de la practice squad (équipe réserve), étant libéré à trois reprises mais apparaissant brièvement dans le roster de l'équipe en fin de saison 2002 au sein des équipes spéciales (special teams). Son coéquipier linebacker, James Farrior, rapportera plus tard à NFL Network qu'Harrison était tellement inexpérimenté au début de sa carrière qu'il se laissait faire lorsqu'il jouait et demandai même à ses entraîneurs de ne pas compter trop sur lui en cas de participation à une action. Farrior déclare également qu'il était un knucklehead (une personne un peu stupide, balourde) qui ne connaissait pas ses phases de jeux. À l'entraînement, avant la saison, il lui arrivait de ne pas savoir ce qu'il aurait dû faire lors de l'exécution d'une phase de jeu. Il s'arrêtait alors levait la main et demandait à l'entraîneur de le remplacer. Nous pensions que ce gars était fou.
Harrisson a d'abord porté le no 93 pendant cette période avant que le no 92 ne lui soit attribué après la retraite de son équipier linebacker et Pro Bowler, Jason Gildon.

### Saisons 2003 et 2004 (Baltimore Ravens, Rhein Fire et retour à Pitsburgh)
Il est signé par les Ravens de Baltimore fin 2003. Il est de ensuite envoyé en NFL Europe chez les Rhein Fire mais est finalement coupé par les Ravens pour la quatrième fois de sa carrière. Harrison envisage alors de ne plus jouer. Néanmoins, peu de temps après, il est resigné par les Steelers pendant le camp d'avant-saison après que Clark Haggans ne se soit blessé en pratiquant l'haltérophilie. En nette amélioration, Harrison réussit à gagner sa place dans le roster final des Steelers qu'il ne quittera plus jusqu'en 2012.
Harrison déclare plus tard au journal The Beaver County Times que si Haggans ne s'était pas blessé, il se serait retiré du monde du football à l'âge de 26 ans pour tenter de devenir vétérinaire, projet qu'il aura toujours en tête après la fin de sa carrière en football. Il avait aussi pensé à suivre les traces de son père et devenir un chauffeur routier étant détenteur d'un permis de conduite professionnel.
Dans la saison de 2004, Harrison a surtout joué en équipes spéciales et comme linebacker avec quelques apparitions au poste de défensive-end. Son premier match comme titulaire a lieu le 14 novembre à Cleveland, contre l'équipe de sa ville natale, les Browns de Cleveland. Il s'agit d'un match de rivalité entre les deux franchises. Harrison va bénéficier de l'expulsion à la suite d'une bagarre lors de la séance d'échauffement avant le match, de son équipier Joey Porter et du running back des Browns, William Green. Harrison aura de très bonnes statistiques à l'issue du match qui voit la victoire des Steelers par le score de 24 à 10.
Harrison a marqué le premier Touchdown de sa carrière après avoir recouvert un Fumble adverse lors du dernier match de saison régulière contre les Bills de Buffalo.

### Saison 2005 (Deuxième séjour à Pittsburgh)
Harrison sera titulaire pendant trois matchs à nouveau en remplacement de Clark Haggans titulaire au poste de linebacker.
La meilleure action de sa saison se déroule contre les Chargers de San Diego. Il intercepte une passe du QB Drew Brees et effectue une course de 25 yard. Lors de cette course, il effectue un énorme saut pour éviter le retour de LaDainian Tomlinson, la star des Chargers.
Harrison va gagner en popularité lors du match du réveillon de Noël (victoire 41 à 0 de Pittsburgh) lorsqu'il va maitriser un fan des Browns de Cleveland lequel avait sauté sur le terrain. Ce fans était sous l'influence de la boisson et se dirigeait vindicatif vers les joueurs de Pittsburgh. Harrison a saisi l'homme, l'a mis au sol et immobilisé jusqu'à ce que les autorités l'arrête.
Les Steelers gagneront le Super Bowl XL. Même si Harrison ne fut pas déterminant lors de ce Super Bowl, il y participe réalisant trois tacles en équipes spéciales (record des équipes spéciales pour ce match) et gagne sa première bague.

### Saison 2007

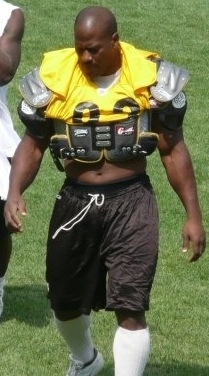
Harrison lors du Training Camp en 2008.

L'intersaison 2006-2007 voit un changement d'entraîneur principal à la tête des Steelers. C'est Mike Tomlin qui remplace Bill Cowher lequel était à le tête de l'équipe depuis 15 ans. Pour des raisons de salary cap, la franchise va couper le linebacker titulaire Joey Porter. Bien que la franchise ait sélectionné deux linebacker lors de ses deux premiers choix lors de la Draft 2007 (Lawrence Timmons et LaMarr Woodley), c'est Harrison qui devient le titulaire à ce poste. Cette décision sera payante car il va effectuer une saison fantastique. Il sera d'ailleurs sélectionné dans la seconde équipe All-Pro et effectuera sa première apparition au Pro Bowl pour l'AFC.
Le 5 novembre, lors du Monday Night Football contre les Ravens de Baltimore, Harrison accumule 9 tacles, 3,5 sacks, force 3 fumble, recouvre 1 fumble et réussi une interception. Son action la plus mémorable dans ce match sera lorsqu'il va taclé le Safety de Baltimore, Ed Reed. Après un punt des Steelers donné par Daniel Sepulveda, Ed Reed récupère le coup de pied et tente de le retourner. Il remonte le terrain se dirigeant vers la ligne de touche mais est surpris par Harrison lequel parvient à sortir le ballon des mains de Reed : fumble. Le linebacker des Steelers, Lawrence Timmons récupère immédiatement le ballon. Pittsburgh remporte le match 38 à 7.Le 26 novembre, pendant un autre match se déroulant lors du Monday Night Football , un commentateur parlant de Harrison le surnomme, "M. Monday Night", à cause de sa remarquable performance du 5 novembre.
Lors de la saison 2007, Harrison présente un bilan de 8.5 sacks, 7 fumble forcés, 3 fumble récupérés et 98 tacles. Il est élu MVP 2007 de son équipe.

### Saison 2008

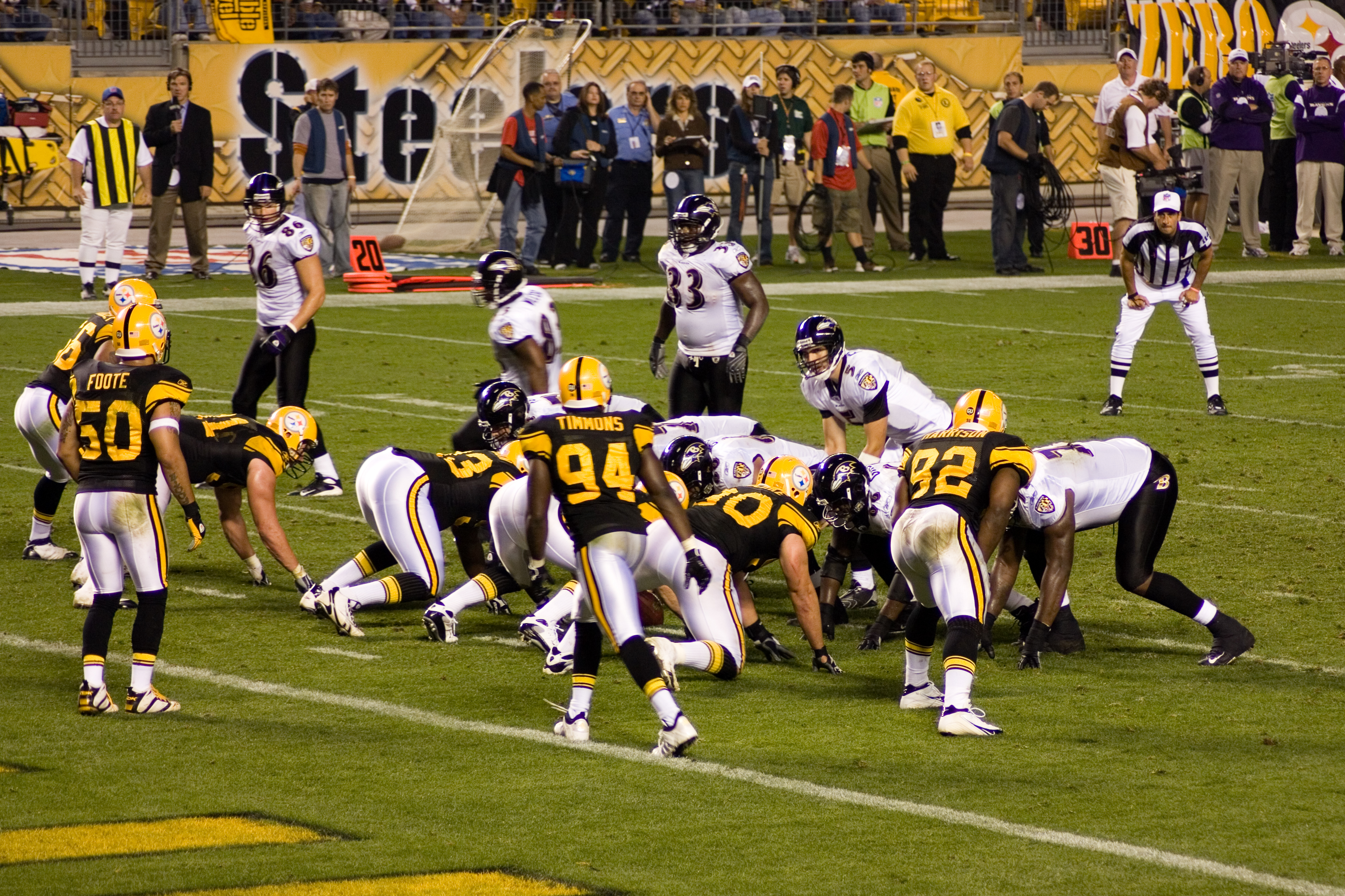
Harrison no 92 contre les Ravens en 2008.

En 4e semaine contre les Ravens de Baltimore lors du Monday Night Football, Harrison réussi un total de 10 tacles, 2½ sacks, 2 tacles pour perte et force 1 Fumble,.
Avec l'aide sur sa droite de son coéquipier LaMarr Woodley, et après que la franchise ait décidé de ne pas re-signer lors de la pré-saison précédente Clark Haggans (en), ces deux joueurs sont devenus le meilleur duo de pass rusher de l'équipe depuis celui formé par Greg Lloyd, Sr. (en) et Kevin Greene en 1994 . Harrison accumule 16 sacks sur la saison dépassant le record de la franchise détenu jusqu'alors par Mike Merriweather (en) en 1984. Les deux équipiers établissent également un nouveau record de la franchise avec 27½ sacks cumulés.
Harrison a aussi régulièrement joué en équipes spéciales faisant de lui un des quelques titulaires en NFL à combiner les deux fonctions. Néanmoins, en 8e semaine contre les Giants, sa plus remarquable action de 2008 en équipes spéciales aura coûté le match à son équipe. Alors que les Steelers mènent 14 à 12 dans le 4e quart-temps, les Steelers doivent punter de leur zone d'en-but. Harrison remplace Greg Warren (en) blessé au genou en début de match à la place de long snapper. Harrison, par inadvertance, le botte sur la tête de Mitch Berger (en) amenant un safety qui rétablit l'égalité au score.

### Saison 2009
Le 5 janvier 2009, Harrison reçoit le trophée du joueur défensif de l'année 2008 en NFL décerné par l'Associated Press, devançant le linebacker des Cowboys de Dallas, DeMarcus Ware. Harrison devient le premier joueur non drafté à gagner ce trophée,.
Lors du Super Bowl XLIII, Harrison, en fin de 1er quart-temps, intercepte une passe de QB Kurt Warner qu'il retourne sur 100 yards pour inscrire un touchdown. la scène qui s'ensuit reste mémorable. Harrison après cette course s'écroule dans la zone d'en-but adverse et reste allongé plusieurs minutes tentant de reprendre son souffle alors que ses coéquipiers célèbrent son TD. Cette action était la plus longue action de jeu dans un Super Bowl détrônant celle réalisée par Desmond Howard lors du Super Bowl XXXI (course pour TD de 99 yards). Néanmoins, ce record sera battu en 2013 par Jacoby Jones lors d'un retour de kick-off de 108 yards. L'action d'Harrison participera à la victoire des Steelers (27 à 23) contre les Cardinals de l'Arizona. Cette action est la plus longue interception retournée de l'histoire de la franchise, dépassant les 99 yards retournés par Martin "Butch" Kottler (en) lors du match de la 3e semaine de la saison 1993 contre les Cardinals de Chicago (le mercredi 27 septembre 1933). Il s'agissait à l'époque du plus vieux record de la franchise.
Avant le match, Gregg Easterbrook (auteur de Tuesday Morning Quarterback en Page 2 sur ESPN.com) nomme Harrison le Tuesday Morning Quarterback Non-QB Non-RB NFL MVP 2008 (meilleur joueur non QB non RB des matchs du mardi matin). Quand il reçoit le trophée, Harrison déclare qu'il nen 'avait jamais entendu parler. La semaine précédente, Easterbrook avait nommé Harrison l'All-Unwanted All-Pros de par le fait qu'il avait du se battre pour obtenir sa place en NFL puisqu'il avait été viré à quatre reprises dont trois fois par la franchise de Pitsburgh.
Le 7 février 2009, lors du Saturday Night Live, Harrison est parodié par Kenan Thompson, l'imitant comme étant toujours à bout de souffle et épuisé après son retour d'interception de 100 yards lors du Super Bowl joué la semaine précédente.
Le 13 avril 2009, il est annoncé que Harrison avait signé une extension de contrat de 6 ans avec les Steelers pour un montant de 51,75 millions de $.
Lors des quatre matchs joués au mois d'octobre, Harrison a compilé 7 sacks, 25 tacles, forcé 2 fumble et recouvert un fumble. Il reçoit le titre de défenseur du mois de l'AFC. Harrison termine la saison avec un bilan global de 79 tacles (dont 60 en solo) et 10 sacks. Sa performance fait de lui un titulaire au Pro Bowl. Même si ses coéquipiers Heath Miller, LaMarr Woodley, et Casey Hampton sont également nommés pour le Pro Bowl, Harrison en sera le seul désigné comme titulaire.

### Saisons 2010 à 2013

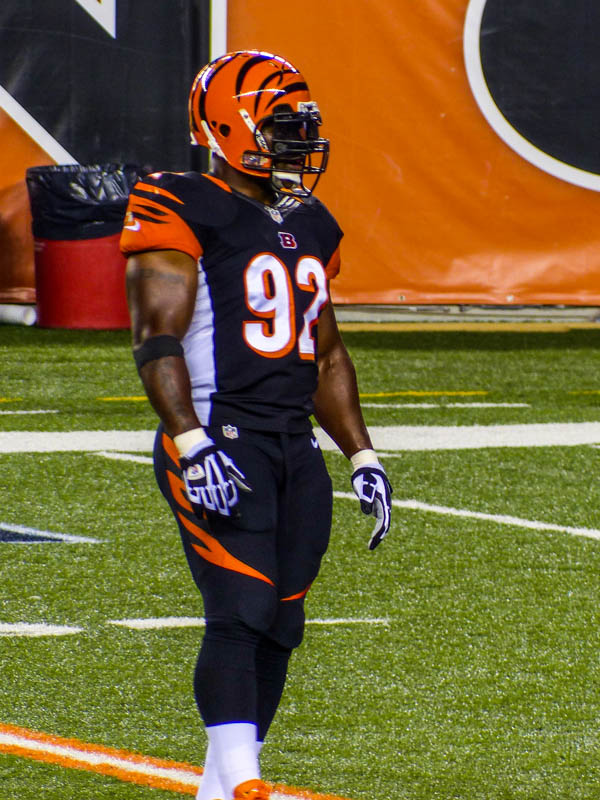
En 2013, chez les Bengals

La saison 2010 de Harrison sera gâchée par plusieurs fautes et pénalités. Il fut mis à l'amende pour des coups qui ont été jugés illégaux par les arbitres et la NFL. En deuxième semaine, il est mis à l'amende pour avoir renversé le quarterback Vince Young des Titans.
Le 17 octobre, il assomme deux wide receiver des Browns, Mohamed Massaquoi, et son ancien coéquipier Joshua Cribbs. Le jour d'Halloween, contre les Saints, il percute en retard et par derrière, le QB Drew Brees. Contre les Raiders, il percute un autre quarterback, Jason Campbell. La semaine suivante à Buffalo, un nouvel incident le met en cause. Après une passe complétée de QB Ryan Fitzpatrick vers son WR David Nelson (en), Harrison sort de sa ligne et tamponne le QB.
À la suite de ces actions, on estime que les amendes payées par Harrison à un montant de 120 000 $.
En 2010, Harrison a été impliqué dans 100 tacles dont 70 en solo. Il aura réussi 10.5 sacks, 2 interceptions et forcé 6 fumbles.
Harrison aura aidé les Steelers à se qualifier pour leur troisième Super Bowl en six ans. Lors du Super Bowl XLV, Harrison réussira 1 sack sur QB Aaron Rodgers mais les Steelers perdront le match 31 à 25 contre les Packers de Green Bay.
En 2011, Harrison enregistre 59 tacles et 9 sacks en 11 matchs et en 2012, six sacks et 70 tacles.
Le 9 mats 2013, Harrison est libéré par les Steelers de Pittsburgh à cause du salary cap ne trouvant pas d'arrangement financier sur son salaire.
Harrison signe avec les Bengals de Cincinnati le 23 avril 2013. Il réalise sur la saison 30 tacles (dont 16 en solo), 2 sacks et une interception tout en ayant un temps de jeu limité. Le 13 mars 2014, il est libéré par les Bengals.

### Saisons 2014 à 2017
Le 30 août 2014, Harrison annonce qu'il a décidé de prendre sa retraite et qu'il sera officiellement retiré des effectifs des Pittsburgh Steelers le 5 septembre 2014.
Le 23 septembre 2014, des rumeurs indiquent que Harrison pourrait revenir en NFL, l'entraîneur Mike Tomlin ayant mentionné en conférence de presse qu'il y avait un nombre significatif de blessés dans l'effectif de la défense des Steelers. Les Steelers via leur compte Tweeter annoncent alors que Harrison réintègre l'équipe.
Il sort de sa retraite sportive pour retourner aux Steelers de Pittsburgh.
Harrison signe officiellement avec les Steelers le 23 septembre 2014. Il compilera en onze matchs : 45 tacles et 5,5 sacks.
Le 22 mars 2015, Harrison signe une extension de contrat de deux ans avec Pittsburgh pour 2,65 millions de $ et 500 000 $ de prime à la signature.
Le 17 février 2016, James Harrison déclare qu'il va participer à une 14e saison avec la franchise.
Le 20 novembre 20, 2016, James Harrison dépasse Jason Gildon et devient le détenteur du plus grand nombre de sack de l'histoire de la franchise, avec 77.5 sacks, au cours du match remporté 24 à 9contre les Browns de Cleveland. Il termine la saison avec un total en carrière avec les Steelers de 79.5 sacks . Le 8 janvier 2017, il réussit 10 tackles, 1.5 sack sur Matt Moore et force 1 fumble lors de la victoire en Wildcart AFC (30 à 12) contre les Dolphins de Miami.
Le 1er mars 2017, Harrison signe une nouvelle extension de contrat de deux ans avec les Steelers. Il ne jouera que 29 jeux au cours de 12 premiers matchs de la saison dont 15 effectués lors du match de 6e semaine contre les Chiefs de Kansas City. À la suite de nombreuses blessures dans l'escouade des linebackers , il participe encore 11 action de jeu en 14e semaine contre les Ravens de Baltimore. Le 23 décembre 2017, il est libéré par la franchise.
Le 26 décembre 2017, Harrison signe un contrat d'un an avec les Patriots de la Nouvelle-Angleterre.
Dès le début, Harrison réalise deux sacks, force un fumble et cinq tacles contre les Jets de New York. Harrison et les Patriots accèdent au Super Bowl LII qu'ils perdent 41 à 33 contre les Eagles de Philadelphie.

### Retraite
Le 16 avril 2018, Harrison annonce pour la deuxième fois qu'il prend sa retraite après 15 saisons en NFL.

### Statistiques en NFL
| Année                                              | Équipe                                             | MJ  |       | Plaquages | Plaquages | Plaquages | Plaquages |       | Interceptions | Interceptions | Interceptions | Interceptions |  | Fumbles | Fumbles |
| Année                                              | Équipe                                             | MJ  | Total | Seul      | Ast.      | Sacks     | Nb.       | Yards | Déf.          | TD            | Nb.           | Rec.          |  |         |         |
| 2002                                               | Steelers de Pittsburgh                             | 1   | 0     | 0         | 0         | 0.0       | 0         | 0     | 0             | 0             | 0             | 0             |  |         |         |
| 2004                                               | Steelers de Pittsburgh                             | 16  | 45    | 36        | 9         | 1.0       | 0         | 0     | 2             | 0             | 0             | 1             |  |         |         |
| 2005                                               | Steelers de Pittsburgh                             | 16  | 45    | 36        | 9         | 3.0       | 1         | 25    | 4             | 0             | 0             | 1             |  |         |         |
| 2006                                               | Steelers de Pittsburgh                             | 11  | 20    | 14        | 6         | 0.0       | 0         | 0     | 0             | 0             | 0             | 0             |  |         |         |
| 2007                                               | Steelers de Pittsburgh                             | 16  | 98    | 76        | 22        | 8.5       | 1         | 20    | 3             | 0             | 7             | 3             |  |         |         |
| 2008                                               | Steelers de Pittsburgh                             | 15  | 101   | 67        | 34        | 16.0      | 1         | 33    | 3             | 0             | 7             | 0             |  |         |         |
| 2009                                               | Steelers de Pittsburgh                             | 16  | 79    | 60        | 19        | 10.0      | 0         | 0     | 2             | 0             | 5             | 2             |  |         |         |
| 2010                                               | Steelers de Pittsburgh                             | 16  | 100   | 70        | 30        | 10.5      | 2         | 2     | 5             | 0             | 6             | 1             |  |         |         |
| 2011                                               | Steelers de Pittsburgh                             | 11  | 59    | 48        | 11        | 9.0       | 0         | 0     | 0             | 0             | 2             | 0             |  |         |         |
| 2012                                               | Steelers de Pittsburgh                             | 13  | 70    | 49        | 21        | 6.0       | 0         | 0     | 0             | 0             | 2             | 0             |  |         |         |
| 2013                                               | Bengals de Cincinnati                              | 15  | 30    | 16        | 14        | 2,0       | 1         | 9     | 1             | 0             | 0             | 1             |  |         |         |
| 2014                                               | Steelers de Pittsburgh                             | 11  | 45    | 29        | 16        | 5,5       | 0         | 0     | 0             | 0             | 0             | 0             |  |         |         |
| 2015                                               | Steelers de Pittsburgh                             | 15  | 40    | 27        | 13        | 5,0       | 1         | 6     | 4             | 0             | 2             | 0             |  |         |         |
| 2016                                               | Steelers de Pittsburgh                             | 15  | 53    | 39        | 14        | 5,0       | 1         | 0     | 1             | 0             | 2             | 0             |  |         |         |
| 2017                                               | Steelers de Pittsburgh                             | 5   | 3     | 3         | 0         | 1,0       | 0         | 0     | 0             | 0             | 0             | 0             |  |         |         |
| 2017                                               | Patriots de la Nouvelle-Angleterre                 | 1   | 5     | 3         | 2         | 2,0       | 0         | 0     | 0             | 0             | 1             | 0             |  |         |         |
| Totaux chez les Steelers de Pittsburgh             | Totaux chez les Steelers de Pittsburgh             | 177 | 758   | 554       | 206       | 80,5      | 7         | 86    | 23            | 0             | 33            | 8             |  |         |         |
| Totaux chez les Bengals de Cincinnati              | Totaux chez les Bengals de Cincinnati              | 15  | 30    | 16        | 14        | 2,0       | 1         | 9     | 1             | 0             | 0             | 1             |  |         |         |
| Totaux chez les Patriots de la Nouvelle-Angleterre | Totaux chez les Patriots de la Nouvelle-Angleterre | 1   | 8     | 6         | 2         | 2,0       | 0         | 0     | 0             | 0             | 1             | 0             |  |         |         |
| Totaux en NFL                                      | Totaux en NFL                                      | 193 | 795   | 573       | 222       | 84,5      | 8         | 95    | 24            | 0             | 34            | 9             |  |         |         |

## Vie privée
Même s'il était surnommé "Silverback" (Le Gorille), les partenaires d'Harrison l’appellent aussi Deebo en référence au personnage du film Friday avec Ice Cube sorti en 1995.
Il est père de deux enfants, James Harrison III né en 2007 et Henry né en 2009.
Harrison décide de ne se rendre à la Maison Blanche avec le reste de l'équipe des Steelers après la victoire de la franchise au Super Bowl XLIII. Cette action attirera sur lui l'attention des médias. Il déclare en effet que Barack Obama (lequel supportait les Steelers lors de ce match, sa seconde équipe favorite après celle de sa ville natale, les Bears de Chicago) puisqu'il aurait invité les Cardinals de l'Arizona s'ils avaient gagné. Il ajoute que c'est ce qu'il ressent et que si quelqu'un veut voir les Steelers de Pittsburgh, il faut les inviter quand ils ne gagnent pas le Super Bowl. Il estime qu'[Obama] aurait invité Arizona s'ils avaient gagné. Harrison avait également refusé la même visite après la victoire des Steelers au Super Bowl XL lorsque George W. Bush était président.

### Arrestation
Harrison est arrêté en mars 2008 et est poursuivi du chef d'agression simple et de méfait criminel à la suite d'une altercation avec sa petite amie, Beth Tibbott. Le 3 avril 2008, le procureur abandonne les charges, Harrison ayant suivi une thérapie pour pouvoir gérer ses colères.
Cette arrestation a suscité une certaine controverse après que l'équipe ait libéré le Wide Receiver Cedrick Wilson (en) poursuivi pour un fait similaire à peu près au même moment tandis qu'Harrison lui fut conservé au sein de l'effectif de la franchise. Les Steelers ont même publié un communiqué de presse peu de temps après avoir libéré Wilson, indiquant que les incidents impliquant Harrison et Wilson avaient été examiné au cas par cas, qu'ils avaient estimé que le licenciement de Wilson était justifié, mais que par contre, de son côté Harrison avait fait amende honorable reconnaissant sa responsabilité lors de cet incident. Le propriétaire de la franchise, Dan Rooney (en), ajouta que l'incident avait pour origine une discussion sur le baptême de leur fils, sa mère ne voulant pas qu'il soit baptisé au contraire de Harrison. Il indiqua qu'aussitôt l'incident survenu, Harrison avait averti la famille Rooney. Néanmoins, beaucoup estimaient qu'il y avait eu deux poids deux mesures dans la façon de traiter les incidents principalement en raison de la chronologie des faits,,,.
La NFL qui habituellement prend des mesures lorsque des joueurs se méconduisent en dehors du terrain n'a cependant pris aucune sanction pour ces deux incident.

### Incident avec un chien
Le 23 mai 2009, son fils, James III, est mordu à la cuisse par le pit bull familial dénommé Patron lequel était soudainement devenu agressif. Sa mère, Beth Tibbott, qui avait sorti le chien de sa cage, fut également mordue lorsqu'elle tenta d'intervenir ainsi que le massothérapeute du joueur auquel trois points de suture furent apposés. L'agent d'Harrison, William Parise, déclara que les blessures de l'enfant étaient sérieuses mais que ses jours n'étaient pas en danger.
Trois jours plus tard, James III pouvait quitter l'hôpital. Il avait été prévu d'euthanasier le chien mais grâce à l'intervention de son équipe, Harrison trouva une place provisoire dans un établissement spécialisé pour chiens agressifs afin de tenter de le rendre plus sociable.

### Article de presse
Le 13 juillet 2011, un article très controversé intitulé "James Harrison : Confessions d'un tueur à gages de NFL" rédigé par Paul Solotaroff parait dans le périodique Men's Journal (en).
Harrison y répond à diverses questions sur sa personnalité et sa façon de jouer. La controverse surgit lorsque Harrison commence à parler de Roger Goodell, le délégué de la NFL.
Harrison parle de lui le décrivant comme un "escroc et une marionnette", déclarant encore qu'il le hais et qu'il ne le respectera jamais. Harrison fait également des commentaires désobligeants au sujet de son quarterback Ben Roethlisberger et d'autres joueurs de la NFL tel que Brian Cushing. Néanmoins, Harrison présentera ses excuses le 14 juillet 2011 au sujet de ces déclarations.

## Trophées et récompenses
- Vainqueur du Super Bowl : Super Bowl XL et Super Bowl XLIII
- Sélection au Pro Bowl : 2007, 2008, 2009, 2010, 2011
- 1re équipe-type All-Pro : 2008, 2010
- 2e équipe-type All-Pro : 2007, 2009
- Meilleur joueur défensif NFL de l'année : 2008